# Университет прикладных наук итальянской Швейцарии
Университет прикладных наук итальянской Швейцарии, также Университет прикладных наук и искусств Южной Швейцарии (итал. Scuola Universitaria Professionale della Svizzera Italiana, SUPSI) — университет, расположенный кантоне Тичино Швейцарии.